# Georg August Wallin
Georg August Wallin (Yrjö Aukusti Wallin, noto anche come Abd al-Wali) (Sund, 24 ottobre 1811 – Helsinki, 23 ottobre 1852) è stato un orientalista ed esploratore finlandese ricordato per i suoi viaggi in Medio Oriente attorno al 1840.

## Biografia
Wallin nacque nel comune di Sund sulle isole baltiche di Åland nel 1811. Nel 1829 iniziò a studiare lingue orientali presso l'Università di Helsinki, laureandosi con un Master of Arts nel 1836. In seguito iniziò a scrivere una dissertazione sulle lingue araba e persiana, lavorando nel frattempo come bibliotecario in università.
Nel 1839 si recò a San Pietroburgo dove incontrò Sheikh Muhammad Sayyad al-Tantawi ed approfondì la conoscenza del Medio Oriente. Effettuò la sua prima spedizione in quella zona nel 1843.
Quando Wallin partì per il viaggi si travestì da musulmano prendendo il nome d Abd al-Wali, in modo da integrarsi meglio con i soggetti del proprio studio. In molti credettero che Wallin si fosse convertito all'Islam, ma non ci sono prove in merito, almeno secondo i suoi diari e le sue lettere. La sua tomba nel cimitero Hietaniemi di Helsinki riporta il nome arabo scritto in lingua araba. È sepolto nel terreno di una chiesa cristiana.
Visitò La Mecca nel 1845, una città in cui è proibito l'ingresso ai non musulmani. Tra il 1846 ed il 1848 visitò Palestina e Persia. In questo periodo potrebbe aver abbracciato la religione islamica, nonostante i suoi scritti dimostrino un certo scetticismo nei suoi riguardi.
Nel 1850 Wallin fece ritorno in Europa, dove la Royal Geographical Society pubblicò la sua opera intitolata Notes taken during a Journey through part of Northern Arabia, premiandolo con la Medaglia del Fondatore per le sue ricerche sul campo. Wallin completò la tesi di dottorato nel 1851, venendo poi nominato professore di letteratura orientale presso l'Università di Helsinki.
Sia la Royal Geographical Society che la Società geografica russa gli chiesero di organizzare una nuova spedizione in Medio Oriente, ma egli rifiutò, forse a causa di problemi di salute.
Scrisse che trovava oppressiva la cultura europea e che "non riusciva ad adattar[si] più all'Europa". Qualunque fosse il motivo, Wallin morì il 23 ottobre 1852, soli tre anni dopo il ritorno in Finlandia ed il giorno prima del proprio 41º compleanno.